# Paracoccus carotinifaciens
 (juillet 2024).
Espèce
Paracoccus carotinifaciens est une espèce de bactéries aérobies à Gram négatif de l'ordre des Rhodobacterales. Ces micro-organismes se rencontrent naturellement dans différents habitats comme les sols d'origine aquatique. Paracoccus carotinifaciens produit un large spectre de caroténoïdes du groupe des xanthophylles.

## Description
Paracoccus carotinifaciens contient de nombreux caroténoïdes, comme l'astaxanthine, l'adonirubine et l'adonixanthine. L'astaxanthine dans Paracoccus carotinifaciens se trouve sous une forme « libre », dépourvue de modification terminale et présente principalement une configuration isomère 3 S, 3' S, similaire à l'astaxanthine présente chez le saumon ou la truite sauvage.

## Applications
Une souche sélectionnée de Paracoccus carotinifaciens, avec une concentration de caroténoïdes plus élevée que la souche sauvage, a été développée par des méthodes de sélection conventionnelles sans génie génétique. Le pigment issu de cette souche est autorisé à être utilisé dans l'alimentation animale pour l'aquaculture (saumons, truites, daurades rouges, crevettes) et pour les volailles (poules pondeuses et poulets de chair),,.
Conformément à la réglementation européenne relative à la production biologique, Paracoccus carotinifaciens est accepté comme source de pigment pour la salmoniculture (saumons et truites).

## Taxonomie
L'espèce Paracoccus carotinifaciens a été décrite en 1999 par Akira Tsubokura (d), Hisashi Yoneda (d) et Haruyoshi Mizuta (d),. Elle a été officiellement admise par le Comité international de systématique des procaryotes.

### Étymologie
L'étymologie du nom spécifique de P. carotinifaciens est la suivante : ca.ro.ti.ni.fa’ci.ens. N.L. n. caroten -inis, carotène; L. pres. part. faciens, faisant, produisant; N.L. masc. part. adj. carotinifaciens, qui produit des carotènes/caroténoïdes.

### Publication originale
- Akira Tsubokura, Hisashi Yoneda et Haruyoshi Mizuta, « Paracoccus carotinifaciens sp. nov., a new aerobic Gram-negative astaxanthin-producing bacterium », International Journal of Systematic and Evolutionary Microbiology, vol. 49, no 1,‎ 1999, p. 277–282 (ISSN 1466-5034, DOI 10.1099/00207713-49-1-277, lire en ligne, consulté le 3 juillet 2024)